# الكون: رحلة شخصية
الكون: رحلة شخصية هو برنامج تلفزيوني يتألف من ثلاث عشرة حلقة، قدمه كارل ساجان الذي شارك في تأليفه إلى جانب آن درويان وستيفن سوتر. يناقش البرنامج مشاريع علمية عديدة مثل أصل الحياة ومكاننا في الكون.
يتعبر الكون: رحلة شخصية برنامج ذو تأثير مهم في عالم التلفاز. يقول ديفيد إتزكوف في جريدة نيويورك تايمز إنه «لحظة فاصلة للبث العلمي على التلفاز».
أنتجت شركة «كي سي إي تي» البرنامج سنة 1978 و1979 وقُدرت ميزانيته بـ6.3 مليون دولار أمريكي بالإضافة إلى مليوني دولار خُصصت للإعلان.

## الحلقات
| الحلقات | العنوان                        | تاريخ العرض الأصلي |
| --- | ------------------------------ | ------------------ |
| 1 | «شواطئ المحيط الكوني»          | 28 سبتمبر 1980     |
| يفتتح كارل سيجن البرنامج بوصف بديع للكون ولـ"سفينة الخيال" (على هيئة بذرة الهندباء). تسافر السفينة عبر مئات المليارات من المجرات السابحة في الكون، منها المجموعة المحلية، مجرة المرأة المسلسلة، درب التبانة، سديم الجبار ومجموعتنا الشمسية، قبل أن تحط الرحال في كوكب الأرض. يتحدث سيجن عن إراتوستينس وحسابه الناجح لمحيط الكرة الأرضية، كما يُسهب في وصف مكتبة الأسكندرية القديمة التي شهدت تعاقب عباقرة العلوم آنذاك على غرار هيبارخوس، أرخميدس، بطليموس وهيباتيا. أخيرًا، يصف سيجن "عصر العلوم"، قبل تطرقه إلى التقويم الكوني. ملاحظة: تضم النسخة المنقحة من البرنامج مقدمة لآن درويان، كانت قد سجلتها بعد وفاة كارل سيجن وناقشت فيها بعض المستجدات التي أعقبت بث البرنامج.                                                                      |                                |                    |
| 2 | «صوت واحد في الترنيمة الكونية» | 5 أكتوبر 1980      |
| في افتتاحية الحلقة، يناقش سيجن نظرية التطور وعملية الاصطفاء الطبيعي ويروي أسطورة سرطان البحر "هايكي" الذي خضغ لعملية اصطفاء اصطناعي حتى عاد يشبه مقاتلي الساموراي. يسلط الضوء أيضًا على مواضيع أخرى من بينها تطور الحياة حسب التقويم الكوني والانفجار الكامبري؛ وظيفة الحمض النووي في عملية النمو؛ التكاثر الجيني والطفرة، الكيمياء الحيوية المشتركة للكائنات الأرضية؛ عملية خلق جزئيات الحياة حسب تجربة ميلر-يوري وفرضية وجود حياة في الفضاء (على غرار وجود حياة في غيوم كوكب المشتري). في نسخة البرنامج المنقحة التي اصدرت بعد عشر سنوات من بثه، أشار سيجن إلى أن الحمض النووي الريبوزي يتحكم أيضًا في التفاعلات الكيميائية والأدوار المختلفة للمذنبات (التي من المحتمل أن تنقل الجزيئيات العضوية أو تتسبب في انقراض العصر الطباشيري-الباليوجيني) |                                |                    |

## وصلات خارجية
- بوابة كارل ساجان
- الكون: رحلة شخصية على موقع IMDb (الإنجليزية)
- الكون: رحلة شخصية على موقع روتن توميتوز (الإنجليزية)
- الكون: رحلة شخصية على موقع فيلمافينيتي (الإسبانية)
- الكون: رحلة شخصية على موقع ليتربوكسد (الإنجليزية)
- الكون: رحلة شخصية على موقع كينوبويسك (الروسية)
- الكون: رحلة شخصية على موقع قاعدة بيانات الفيلم (الإنجليزية)